# Poggio Bustone

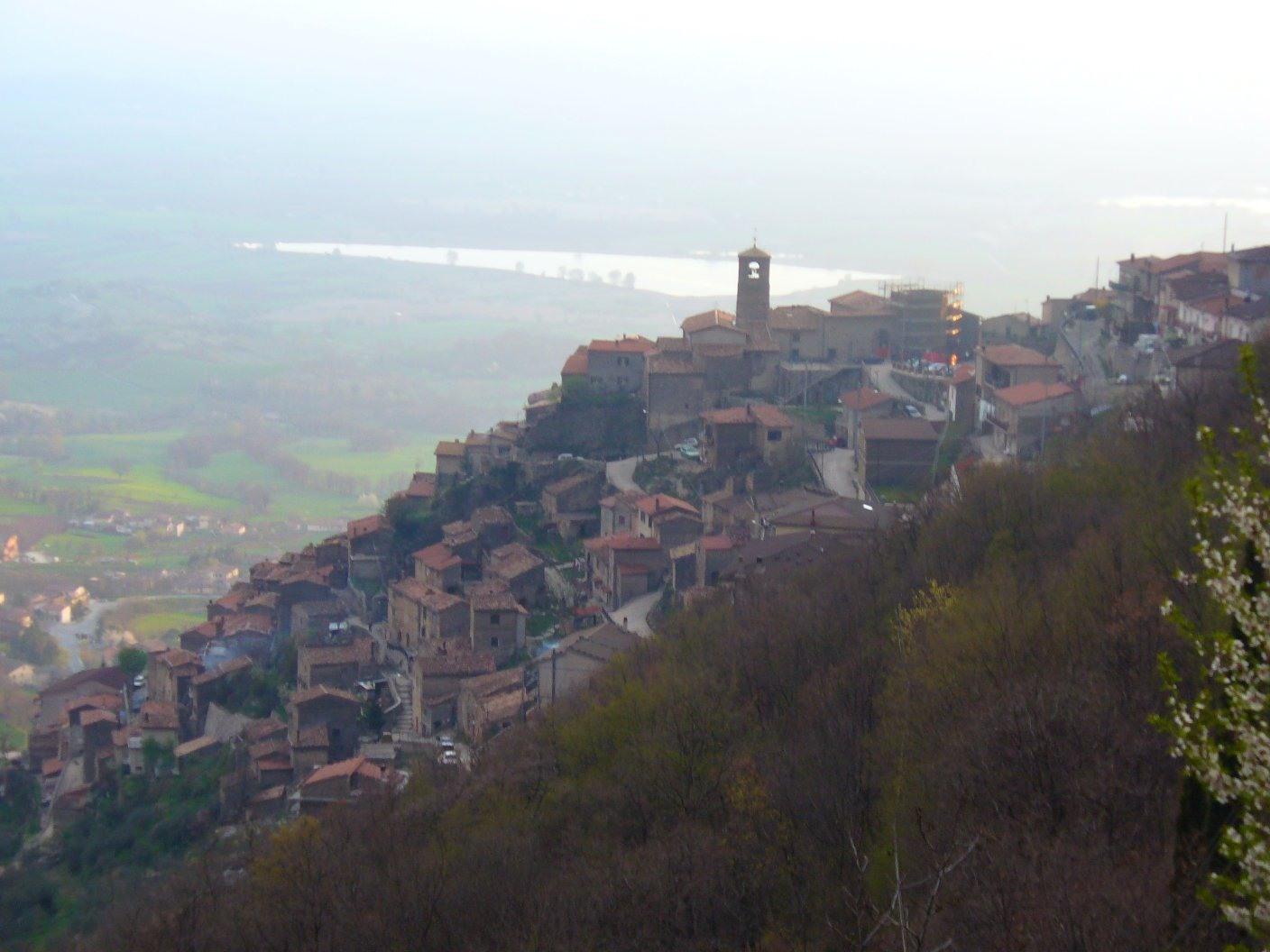
Poggio Bustone

Poggio Bustone là một đô thị ở tỉnh Rieti trong vùng Latium, có khoảng cách khoảng 70 km về phía đông bắc của Roma và cách khoảng 11 km về phía bắc của Rieti. Tại thời điểm ngày 31 tháng 12 năm 2004, đô thị này có dân số 2.162 người và diện tích là 22,3 km².
Poggio Bustone giáp các đô thị: Cantalice, Leonessa, Rieti, Rivodutri.

## Nhân vật từ Poggio Bustone
- Lucio Battisti (1943 - 1998), ca sĩ và người viết bài hát